# Ставігуда (гміна)
Гміна Ставігуда (пол. Gmina Stawiguda) — сільська гміна у північній Польщі. Належить до Ольштинського повіту Вармінсько-Мазурського воєводства.
Станом на 31 грудня 2011 у гміні проживало 6775 осіб.

## Територія
Згідно з даними за 2007 рік площа гміни становила 222.52 км², у тому числі:
- орні землі: 23.00%
- ліси: 54.00%

Таким чином, площа гміни становить 7.83% площі повіту.

## Населення
Станом на 31 грудня 2011:
| Опис     | Загалом | Загалом | Чоловіки | Чоловіки | Жінки | Жінки |
| -------- | ------- | ------- | -------- | -------- | ----- | ----- |
| одиниця  | осіб    | %       | осіб     | %        | осіб  | %     |
| все      | 6775    | 100     | 3336     | 49.24    | 3439  | 50.76 |
| міське   | 0       | 100     | 0        |          | 0     |       |
| сільське | 6775    | 100     | 3336     | 49.24    | 3439  | 50.76 |

## Сусідні гміни
Гміна Ставігуда межує з такими гмінами: Гетшвалд, Ольштинек, Пурда.